# Campionat catarinense

Campionat catarinense / Santa Catarina

El Campionat catarinense és la competició futbolística de l'estat de Santa Catarina.

## Història
La màxima categoria del Campionat Catarinense ha rebut diversos nom des de la seva fundació. Des de la primera edició, el 1924, el 1985, fou anomenat Campeonato Catarinense. Entre 1986 i 2003 fou denominat Campeonato Catarinense Primeira Divisão. El 2004 i el 2005 rebé el nom Série A1 i des del 2006 Divisão Principal.

## Campions
Font:
- 1924:  Avaí (1)
- 1925:  Externato (1)
- 1926:  Avaí (2)
- 1927:  Avaí (3)
- 1928:  Avaí (4)
- 1929:  Caxias (1)
- 1930:  Avaí (5)
- 1931:  Lauro Müller (1)
- 1932:  Figueirense (1)
- 1933: no decidit
- 1934:  Atlético Catarinense (1)
- 1935:  Figueirense (2)
- 1936:  Figueirense (3)
- 1937:  Figueirense (4)
- 1938:  CIP (1)
- 1939:  Figueirense (5)
- 1940:  Ypiranga (1)
- 1941:  Figueirense (6)
- 1942:  Avaí (6)
- 1943:  Avaí (7)
- 1944:  Avaí (8)
- 1945:  Avaí (9)
- 1946: no decidit
- 1947:  América (1)
- 1948:  América (2)
- 1949:  Olímpico (1)
- 1950:  Carlos Renaux (1)
- 1951:  América (3)
- 1952:  América (4)
- 1953:  Carlos Renaux (2)
- 1954:  Caxias (2)
- 1955:  Caxias (3)
- 1956:  Operário (1)
- 1957:  Hercílio Luz (1)
- 1958:  Hercílio Luz (2)
- 1959:  Paula Ramos (1)
- 1960:  Metropol (1)
- 1961:  Metropol (2)
- 1962:  Metropol (3)
- 1963:  Marcílio Dias (1)
- 1964:  Olímpico (2)
- 1965:  Internacional (1)
- 1966:  Perdigão (1)
- 1967:  Metropol (4)
- 1968:  Comerciário (1)
- 1969:  Metropol (5)
- 1970:  Ferroviário (1)
- 1971:  América (5)
- 1972:  Figueirense (7)
- 1973:  Avaí (10)
- 1974:  Figueirense (8)
- 1975:  Avaí (11)
- 1976:  Joinville (1)
- 1977:  Chapecoense (1)
- 1978:  Joinville (2)
- 1979:  Joinville (3)
- 1980:  Joinville (4)
- 1981:  Joinville (5)
- 1982:  Joinville (6)
- 1983:  Joinville (7)
- 1984:  Joinville (8)
- 1985:  Joinville (9)
- 1986:  Criciúma (2)
- 1987:  Joinville (10)
- 1988:  Avaí (12)
- 1989:  Criciúma (3)
- 1990:  Criciúma (4)
- 1991:  Criciúma (5)
- 1992:  Brusque (1)
- 1993:  Criciúma (6)
- 1994:  Figueirense (9)
- 1995:  Criciúma (7)
- 1996:  Chapecoense (2)
- 1997:  Avaí (13)
- 1998:  Criciúma (8)
- 1999:  Figueirense (10)
- 2000:  Joinville (11)
- 2001:  Joinville (12)
- 2002:  Figueirense (11)
- 2003:  Figueirense (12)
- 2004:  Figueirense (13)
- 2005:  Criciúma (9)
- 2006:  Figueirense (14)
- 2007:  Chapecoense (3)
- 2008:  Figueirense (15)
- 2009:  Avaí (14)
- 2010:  Avaí (15)
- 2011:  Chapecoense (4)
- 2012:  Avaí (16)
- 2013:  Criciúma (10)
- 2014:  Figueirense (16)
- 2015:  Figueirense (17)
- 2016:  Chapecoense (5)
- 2017:  Chapecoense (6)
- 2018:  Figueirense (18)
- 2019:  Avaí (17)
- 2020:  Chapecoense (7)
- 2021:  Avaí (18)
- 2022:  Brusque (2)
- 2023:  Criciúma (11)
- 2024:  Criciúma (12)
- 2025:  Avaí (19)

## Títols per equip
- Avaí Futebol Clube (Florianópolis) 19 títols
- Figueirense Futebol Clube (Florianópolis) 18 títols
- Joinville Esporte Clube (Joinville) 12 títols
- Criciúma Esporte Clube (Criciúma) 12 títols (1 títol com a Comerciário Esporte Clube)
- Associação Chapecoense de Futebol (Chapecó) 7 títols
- América Futebol Clube (Joinville) 5 títols
- Esporte Clube Metropol (Criciúma) 5 títols
- Caxias Futebol Clube (Joinville) 3 títols
- Clube Atlético Carlos Renaux (Brusque) 2 títols
- Hercílio Luz Futebol Clube (Tubarão) 2 títols
- Grêmio Esportivo Olímpico (Blumenau) 2 títols
- Brusque Futebol Clube (Brusque) 2 títols
- Clube Náutico Marcílio Dias (Itajaí) 1 títol
- Esporte Clube Internacional de Lages (Lages) 1 títol
- Esporte Clube Ferroviário (Tubarão) 1 títol
- Paula Ramos Esporte Clube (Florianópolis) 1 títol
- Externato Futebol Clube (Florianópolis) 1 títol
- Lauro Müller Futebol Clube (Itajaí) 1 títol
- Clube Atlético Catarinense (Florianópolis) 1 títol
- CIP Futebol Clube (Itajaí) 1 títol
- Ypiranga Futebol Clube (São Francisco do Sul) 1 títol
- Clube Atlético Operário (Joinville) 1 títol
- Sociedade Esportiva Recreativa Perdigão (Videira) 1 títol